# You Know You're Right
Singles de Nirvana
Aneurysm
(1996)
Pistes de Nirvana
About a Girl
(2)
You Know You're Right est un single du groupe de grunge américain Nirvana publié le 8 octobre 2002 pour promouvoir la compilation Nirvana.

## Genèse
La chanson est enregistrée aux studios Robert Lang au nord de Seattle le 30 janvier 1994. Parmi les nouvelles chansons écrites et enregistrées au cours des trois jours de sessions, cette chanson est la seule à être pourvue d'un texte et à être terminée. C'est la dernière chanson à avoir été enregistrée en studio par le groupe. 
C'est la première chanson de l'album Best Of, Nirvana, sorti en 2002, et elle est le dernier single officiel de Nirvana. En 2004, le magazine New Musical Express la classe en 20e position dans sa liste des 20 meilleures chansons de Nirvana. En 2014, Slant Magazine la classe en 10e position de sa liste des 15 meilleures chansons de Nirvana, évoquant une chanson « dont l'habile présentation laissait entrevoir ce qui aurait pu être pour le groupe une nouvelle voie prometteuse ».

## Thèmes et composition
Au niveau des paroles, on distingue deux couplets associés au tourmenté et obsédant refrain qui dit « Tu sais que tu as raison ».
Le premier couplet évoque une liste de déclarations : « Je ne t'embêterai jamais / je ne ferai jamais de promesse / Si je redis ces mots encore une fois / Je partirai d'ici ». L'un des distiques de Kurt Cobain dit : « Je navigue dans le brouillard / j'ai toujours su que ça arriverait ».
Le second couplet regroupe des affirmations au sujet d'une femme (Courtney Love) : « Tout ce qu'elle veut c'est s'aimer » et se termine sur deux vers sarcastiques : « Les choses n'ont jamais été aussi bien / Et je ne me suis jamais senti aussi bien ».
Musicalement, elle fait apparaitre les mêmes dynamiques (son clair/distorsion) que pour Heart-Shaped Box, le solo en moins. « Nous l'avons enregistré ensemble, Kurt avait le riff et il a lancé et nous avons enchainé. On l'a tout simplement "Nirvana-isée" », se rappelait Krist Novoselic.

## Versions alternatives
Il existe deux autres versions enregistrées de cette chanson par Nirvana :
- Sur le coffret With the Lights Out de 2005, une version démo en acoustique y figure.
- You Know You're Right est jouée en live une seule fois, le 23 octobre 1993 à l'Aragon Ballroom de Chicago, sous le titre On A Mountain. Sur plusieurs bootlegs, cette chanson est intitulée You'Ve Got No Right ou Autopilot.

## Clip vidéo
Le clip de You Know You're Right montre des passages du clip de Lithium entrecoupé de moments captés en concert et d'extraits d'interviews présentes sur Live! Tonight! Sold Out!!.